# Alloharpina percostata
Alloharpina percostata là một loài bướm đêm trong họ Geometridae.